# Медаль Леверхалма
Медаль Леверхалма (англ. Leverhulme Medal) вручає Лондонське королівське товариство. Медаль вперше було вручено у 1960 році й надалі її присуджують один раз на три роки за досягнення в хімії або в інженерній справі. Із золотою медаллю вручають грошову премію 2000 фунтів стерлінгів.
Нагороду підтримує фундація «Leverhulme Trust», заснована за волевиявленням вікторіанського підприємця Вільяма Левера, і вперше була вручена в ознаменування 300-ліття Лондонського королівського товариства.
Серед нагороджених медаллю є три нобелівських лауреати. 

## Список нагороджених
| Рік  | Ім’я                     | Обґрунтування нагороди |
| ---- | ------------------------ | --- |
| 1960 | Сиріл Норман Гіншелвуд   | За видатний внесок у фізичну хімію Оригінальний текст (англ.) [For his outstanding contributions to physical chemistry] Помилка: [undefined] Помилка: {{Lang}}: немає тексту (допомога): не вказано код мови (допомога) |
| 1963 | Арчер Джон Портер Мартін | За визначні та фундаментальні відкриття в хроматографії та їх застосування Оригінальний текст (англ.) [For his distinguished and fundamental discoveries in chromatography and its application] Помилка: [undefined] Помилка: {{Lang}}: немає тексту (допомога): не вказано код мови (допомога) |
| 1966 | Алек Іссігоніс           | За видатний внесок у конструювання автомобілів, зокрема Morris Minor та Austin і Morris Mini Оригінальний текст (англ.) [For his distinguished contributions to the design of motor cars, particularly the Morris Minor and Austin and Morris Mini] Помилка: [undefined] Помилка: {{Lang}}: немає тексту (допомога): не вказано код мови (допомога) |
| 1969 | Ганс Кронбергер          | За його видатний внесок у дослідження та розробку ядерних реакторів та за видатне лідерство у всіх галузях його діяльності Оригінальний текст (англ.) [For his many distinguished contributions to nuclear reactor research and development and for outstanding leadership in all branches of his field] Помилка: [undefined] Помилка: {{Lang}}: немає тексту (допомога): не вказано код мови (допомога) |
| 1972 | Джон Бертрам Адамс       | За видатні роботи в області створення прискорювачів елементарних частинок і фізики плазми. Оригінальний текст (англ.) [For his many distinguished work in development of particle accelerators, and plasma physics] Помилка: [undefined] Помилка: {{Lang}}: немає тексту (допомога): не вказано код мови (допомога) |
| 1975 | Френк Розе               | За видатний внесок у застосування хімічної науки в промисловості Оригінальний текст (англ.) [For his distinguished contributions to the application of chemical science to industry] Помилка: [undefined] Помилка: {{Lang}}: немає тексту (допомога): не вказано код мови (допомога) |
| 1978 | Фредеріл Варнер          | За видатну роботу інженером-консультантом як на національному, так і на міжнародному рівні в багатьох галузях хімічного машинобудування, зокрема в галузі контролю забруднення Оригінальний текст (англ.) [For his outstanding work as consulting engineer both nationally and internationally in many branches of chemical engineering, particularly control of pollution] Помилка: [undefined] Помилка: {{Lang}}: немає тексту (допомога): не вказано код мови (допомога) |
| 1981 | Стенлі Гукер             | За його роботу над нагнітачами двигунів Merlin, розробку перших реактивних двигунів Rolls Royce, потім двигунів Bristol, включаючи двигун для літака вертикального злету, і, пізніше, остаточну розробку двигуна Rolls Royce RB211 Оригінальний текст (англ.) [For his work on superchargers of the Merlin engines, the development of the first Rolls Royce jet engines, then Bristol engines including that for the jump jet and, later, the final development of the Rolls Royce RB211 engine] Помилка: [undefined] Помилка: {{Lang}}: немає тексту (допомога): не вказано код мови (допомога) |
| 1984 | Джон Девідсон            | За визначний внесок у хімічну інженерію, зокрема використання псевдозріджених шарів Оригінальний текст (англ.) [For his distinguished contributions to chemical engineering, in particular the use of fluidised beds] Помилка: [undefined] Помилка: {{Lang}}: немає тексту (допомога): не вказано код мови (допомога) |
| 1987 | Джордж Вільям Грей       | За великий внесок у технологічно важливу галузь рідких кристалів. Оригінальний текст (англ.) [For his many contributions to the technologically important field of liquid crystals] Помилка: [undefined] Помилка: {{Lang}}: немає тексту (допомога): не вказано код мови (допомога) |
| 1990 | Рей Фріман               | За впровадження нових методів спектроскопії ядерного магнітного резонансу високої роздільної здатності, зокрема за розробку методів двовимірного перетворення Фур'є. Оригінальний текст (англ.) [For introducing new techniques in high resolution nuclear magnetic resonance spectroscopy, particularly the development of two-dimensional Fourier transform methods] Помилка: [undefined] Помилка: {{Lang}}: немає тексту (допомога): не вказано код мови (допомога) |
| 1993 | Джон Шиплі Роулінсон     | Відзначено за внесок в термодинаміку, зокрема, в розуміння фізичної хімії границь розділу газ-рідина і поверхонь Оригінальний текст (англ.) [Distinguished for his contributions to thermodynamics, in particular to an understanding of the physical chemistry of gas-liquid interfaces and surfaces] Помилка: [undefined] Помилка: {{Lang}}: немає тексту (допомога): не вказано код мови (допомога) |
| 1996 | Мен Мохан Шарма          | За роботу в галузі динаміки багатофазних хімічних реакцій у промислових процесах Оригінальний текст (англ.) [For his work on the dynamics of multi-phase chemical reactions in industrial processes] Помилка: [undefined] Помилка: {{Lang}}: немає тексту (допомога): не вказано код мови (допомога) |
| 1999 | Джек Болдвін             | На знак визнання видатного внеску в органічну хімію, включаючи його роботу по синтезу і біосинтезу натуральних продуктів, зокрема за його дослідження в галузі b-лактамних антибіотиків, що спочатку дали поштовх вирішенню біосинтетичних проблем, які проклали шлях до вивчення ензимології процесів і, врешті-решт, завершення визначення кристалічної структури ізопеніцилін N-синтази Оригінальний текст (англ.) [in recognition of his distinguished contributions to the field of organic chemistry including his work on natural products synthesis and biosynthesis, particularly for his research in the b-lactam antibiotic field, initially contributing to biosynthetic problems which paved the way to the study of the enzymology of the process and eventually culminating in the determination of the crystal structure of isopenicillin N synthase] Помилка: [undefined] Помилка: {{Lang}}: немає тексту (допомога): не вказано код мови (допомога) |
| 2002 | Ніколас Чарлз Генді      | За новаторський внесок у розробку сучасної методології квантової хімії, яка зробила величезний вплив на хімію та молекулярну біологію Оригінальний текст (англ.) [For his pioneering contributions to the development of the modern methodology of quantum chemistry, which has had an enormous impact on chemistry and molecular biology] Помилка: [undefined] Помилка: {{Lang}}: немає тексту (допомога): не вказано код мови (допомога) |
| 2005 | Джон Нотт                | За видатний внесок в кількісне наукове розуміння процесів руйнування металів і сплавів та їх інженерне застосування Оригінальний текст (англ.) [For his distinguished contributions to the quantitative scientific understanding of fracture processes in metals and alloys and its engineering applications] Помилка: [undefined] Помилка: {{Lang}}: немає тексту (допомога): не вказано код мови (допомога) |
| 2008 | Ентоні Чітем             | За виявлення та вивчення властивостей нових матеріалів, що виявляють потенціал для каталізу та зберігання Оригінальний текст (англ.) [For the discovery and characterisation of novel materials exhibiting potential for catalysis and storage] Помилка: [undefined] Помилка: {{Lang}}: немає тексту (допомога): не вказано код мови (допомога) |
| 2010 | Мартин Полякофф          | За видатний внесок у галузі зеленої хімії та надкритичних рідин застосуванням хімії для вдосконалення хіміко-інженерних процесів Оригінальний текст (англ.) [For his outstanding contributions in the fields of Green Chemistry and supercritical fluids by the application of chemistry to advance chemical engineering processes] Помилка: [undefined] Помилка: {{Lang}}: немає тексту (допомога): не вказано код мови (допомога) |
| 2013 | Костянтин Новосьолов     | За революційну роботу над графеном, двовимірними кристалами та їх гетероструктурами, що має великий потенціал для ряду застосувань, від електроніки до енергетики Оригінальний текст (англ.) [For revolutionary work on graphene, other two‐dimensional crystals and their heterostructures that has great potential for a number of applications, from electronics to energy] Помилка: [undefined] Помилка: {{Lang}}: немає тексту (допомога): не вказано код мови (допомога) |
| 2016 | Енн Невілл               | За виявлення різноманітних фізичних і хімічних процесів на взаємодіючих поверхнях розділу, підкреслюючи значну синергію між трибологією і корозією Оригінальний текст (англ.) [For revealing diverse physical and chemical processes at interacting interfaces, emphasising significant synergy between tribology and corrosion] Помилка: [undefined] Помилка: {{Lang}}: немає тексту (допомога): не вказано код мови (допомога) |
| 2019 | Френк Карузо             | За стимулювання впровадження створених частинок в біології і медицині з використанням нанорозмірної інженерії матеріалів Оригінальний текст (англ.) [For driving the application of engineered particles in biology and medicine through nanoscale materials engineering] Помилка: [undefined] Помилка: {{Lang}}: немає тексту (допомога): не вказано код мови (допомога) |